# Атлантические языки
Атлантические, или западноатлантические языки — семья языков в рамках нигеро-конголезской макросемьи. Языки этой семьи распространены в Западной Африке, главным образом по побережью Атлантики от Сенегала до Либерии, хотя скотоводы-фульбе — носители языка фула — занесли их вглубь континента, до Нигерии и Камеруна. Крупнейшие языки атлантической семьи: фула и волоф — на них говорит по несколько миллионов человек. Другие важные идиомы — серер и диола (диалектный кластер) в Сенегале и темне в Сьерра-Леоне. Многие атлантические языки обладают системами чередований начальных согласных; в большинстве из них существует характерная для нигеро-конголезской семьи система именных классов. Некоторые атлантические языки являются тоновыми, в других наблюдается музыкальное ударение. Наиболее характерный порядок слов — SVO.

## Состав
Впервые атлантические языки были выделены Сигизмундом Кёлле в 1854 году. Карл Майнхоф включал фула в «хамитскую» (афразийскую) семью, но Август Клингенхебен и Джозеф Гринберг доказали близость этого языка к волоф и серер.
Многие лингвисты отмечают, что доказательств единства всей атлантической семьи существует не слишком много. Некоторые вообще утверждают, что атлантическая семья как единый таксон в рамках нигеро-конголезской макросемьи не имеет смысла: с одной стороны, не существует общепринятой фонетической реконструкции, с другой — данные лексикостатистики, указывают, как кажется, на то, что каждая из трёх групп атлантических языков должна рассматриваться как самостоятельная в рамках нигеро-конголезской макросемьи. В любом случае согласно большинству существующих классификаций атлантическая семья отделилась от нигеро-конголезской макросемьи достаточно рано, хотя и позже, чем кордофанские языки и языки манде. Окончательное решение этого вопроса будет возможно только после более полной внешней и внутренней реконструкции.
Дэвид Сэпир предложил предварительную классификацию западноатлантической семьи, разделив её на три группы: северную, южную и резко отличающуюся от них подгруппу биджаго, языки которой распространены на архипелаге Биджаго, или Биссагос, у берегов Гвинеи-Бисау. Классификация Сэпира в целом остаётся общепринятой, она используется также в [Wilson 1989] и в справочнике Ethnologue. Русские названия языков приводятся по [Бурлак, Старостин 2006]
- Биджаго (бидього) — распространён в Гвинее-Бисау[6].
- Северная группа — за исключением фула, распространены в основном в Сенегале, Гамбии, Гвинее-Бисау и Гвинее
  - Сенегамбийские языки
    - Фула-волоф: волоф и фула (пулар-фульфульде)
    - Серер (множество диалектов — серер-син, серер-сингадум и др.), вамей

  - Чангин: лехар, палор, ндут, сафен (сафи-сафи), ноон
  - Бак
    - Балант-ганджа: ганджа, нага (мане), контохе (фора-балант), кунант[7].
    - Диола
      - Байот
      - Собственно диола: куаатай (кватай), карон, мломп, языки диола (большой диалектный континуум)

    - Мандьяк-манкань (мандаку-пепель): Манкань (манканья), мандьяк (Манджак), пепель (папель), бок

  - Языки восточного Сенегала и Гвинеи[8]
    - Баньюн: ньун
    - Тенда: биафада, басари, бедик и др.
    - Нун: касанга и кобиана

  - Мбулунгиш-налу: бага-мботени, бага-форе (мбулунгиш), налу
- Южная группа — распространены главным образом в Гвинее, Сьерра-Леоне и Либерии
  - Лимба
  - Мель
    - Буллом-киси
      - Буллом: бом, буллом-со (ммани), шербро, крим
      - Киси

    - Гола
    - Темне-бага: темне, ландума, бага (группа диалектов)

## Фонология
Многие атлантические языки обладают более или менее развитыми системами чередований начальных согласных в зависимости от морфологического и синтаксического контекста. К примеру, в фула первый согласный в слове зависит от именного класса; это можно наблюдать, в частности. при образовании множественного числа.
| pul-lo | «представитель народа фульбе» | ful-ɓe | «фульбе» |
| guj-jo | «вор»                         | wuy-ɓe | «воры»   |

## Морфология

### Именные классы
Система именных классов в атлантических языках в целом похожа на системы именных классов, встречающиеся в других нигеро-конголезских языках (в частности, в банту). Предполагается, что банту сохранили пранигеро-конголезское состояние, в котором именной класс маркировался префиксом. В атлантических же языках встречается как префиксальное (темне), так и суффиксальное маркирование именного класса (фула). Джозеф Гринберг показал, что переход от префиксов к суффиксам произошёл с помощью постпозитивных указательных элементов, согласовавшихся по классу:
<показатель класса>-имя <показатель класса>-<указательный элемент> → <класс>-имя-<класс> → имя-<класс>
В некоторых атлантических языках, например в серер, помимо префиксального показателя класса существуют энклитики, также согласующиеся с именем по классу. Кроме того, классное согласование охватывает прилагательные и местоимения (личные, относительные и др.).
Система классов во многих языках весьма богата, кроме числовых значений выражаются также оценочные и аугментативно-диминутивные. В ряде языков (к примеру, в группе тенда) наблюдается перестройка системы именных классов, в результате которой рефлексы класса 2 (исходно плюрального класса для личных имен) выступают как плюральный класс для большого числа различных сингулярных классов. Например, в бедик наблюдается широкое использование во множественном числе классных показателей вида ɓV, требующих «сильной» (преназализованной) ступени чередования и восходящих к показателю класса 2. При этом грамматические свойства этих классов отличается от свойств других классов большим единообразием, что указывает на их инновационный характер.